# Diphenylethin
Diphenylethin ist die chemische Verbindung C6H5–C≡C–C6H5. Das Molekül besteht aus zwei Phenylresten, die an beide Enden einer alkinischen Dreifachbindung gebunden sind. Die Verbindung kann deshalb sowohl als Ethinderivat als auch als Benzolderivat angesehen werden.
Diphenylethin ist ein farbloser kristalliner Feststoff, der sowohl als Grundbaustein in der organischen Synthese als auch als Ligand in der Organometallchemie häufig verwendet wird.

## Herstellung
Diphenylethin kann auf verschiedene Weisen hergestellt werden:
- Kondensation von Benzil mit Hydrazin liefert das Dihydrazon, welches dann mit Quecksilber(II)-oxid oxidiert wird.[3]
- Bromierung von Stilben (Diphenylethen) und anschließende Dehydrohalogenierung.[1] Das Produkt kann jedoch mit schwer abtrennbarem Stilben verunreinigt sein.[3]
- Stephens-Castro-Kupplung von Iodbenzol mit dem Kupfersalz des Phenylethins.

## Bedeutende Derivate
- Die Reaktion mit Tetraphenylcyclopentadienon liefert Hexaphenylbenzol.[4]
- Die Reaktion mit Benzalchlorid in Gegenwart von Kalium-tert-butanolat liefert das 3-Alkoxycyclopropen, welches sich in Bromwasserstoff zu Triphenylcyclopropeniumbromid umwandelt.[5]